# 桐生ココ
桐生ココ（きりゅう ココ、英: Kiryu Coco）は、日本の元バーチャルYouTuber、バーチャルアイドル。ホロライブ4期生として活動していた。

## 概要
誕生日は6月17日。身長180センチ（ドラゴン時7メートル）。
キャラクターデザインはyaman**、3Dモデルはぽんぷ長がそれぞれ担当。ファンの愛称は「たつのこ」。メンバーシップの名前は「桐生会」。年齢は2021年6月17日で3502歳で、紀元前1482年生まれとなる。
長が付く言葉が好きで、ホロライブ4期生のため、4代目会長と名乗っていた。
英語は流暢に話すが、日本語は学習中。『龍が如く』などのゲームを行った際に学んだ日本語であるみかじめ、ケツ持ちなどの独特のセンスの言葉を使った。自身の推しキャラに龍が如くシリーズの主人公である「桐生一馬」を挙げており、自身の名前にも「桐生」と使っている他、公称誕生日の6月17日は桐生一馬の誕生日と同じである。
好きなものはゲームで、『ARK: Survival Evolved』のサーバーを自ら立てて、Vtuber界で流行を起こした。
デビュー翌日から、ホロライブメンバー関連のニュースを扱う『あさココLIVEニュース』を開始。独特のワードセンスでニュースにツッコミを入れるとともに、メンバーそれぞれの魅力を伝え、ホロライブの国内外での認知度向上・ファン層の強化につながった。また、2020年1月末から2月初旬に複数のホロライブメンバーの収益化がはく奪された際、あさココLIVEニュースの翻訳動画がきっかけで、海外のYouTuber・TheQuarteringを巻き込んでYouTubeに修正を訴え、収益化復帰に貢献した。
2020年7月24日、英語圏のウェブサイト「Reddit」に投稿されたホロライブのミームを紹介する動画を初投稿。後にホロライブメンバーをゲストとして呼び、関連するミームを日本語で紹介する人気シリーズ「REDDIT MEME REVIEW」となった。
YouTubeのスーパーチャットのランキング（Playboard）で2020年は世界第1位（総額：1億5022万2620円）、2021年は世界第2位（総額：1億7168万3991円）となった。
2021年6月9日に自身の配信にて、同年7月1日付でのホロライブからの卒業を発表。
卒業発表後、世界中のファンから祝福が送られ、香港では複数のバス停に桐生ココのイラスト広告を表示したり、台湾では桐生ココのラッピングバスの運行、日本ではりゅう座にある星に「桐生ココ」「たつのこ」と命名するなど、様々な企画がファンによって行われた。
2021年7月1日、卒業ライブを行い、ホロライブプロダクションを卒業。それまで同事務所の公式サイトでは活動を終了したタレントのプロフィールページは順次削除されていたが、桐生は初めて「卒業生」として残されており、2021年8月に開設されたホロライブ公式サイトにおいても同様の対応がなされている。
元々ホロライブは白上フブキの影響で少なくも英語圏での知名度はあったが、桐生の登場によりそれが拡大、後のホロライブの海外進出や英語圏でのバーチャルYouTuberブームに貢献した。活動終了後も白上フブキや、同じく2020年を境に海外で注目され始めた戌神ころね、兎田ぺこら、赤井はあと、潤羽るしあらと並び根強い人気を誇っている。

## 活動
2019
- 12月28日、YouTubeで初配信を行い、デビュー。翌日にはホロライブメンバー関連のニュースを扱う『あさココLIVEニュース』を開始した。

2020
- 1月11日、チャンネル登録者数10万人を達成した。
- 1月14日、bilibiliでも活動を開始したが、その後は更新されておらず、動画は削除されている。
- 6月27日、3Dお披露目配信を行った。
- 7月24日、Redditに投稿されたホロライブのミームを紹介する動画を初投稿。
- 8月3日、チャンネル登録者数50万人を達成した。
- 9月27日、機密情報の二次利用及び一部地域の在住者への配慮に欠けた発言などがホロライブプロダクションを運営するカバー株式会社のガイドラインや契約内容に違反するとして、同年10月19日までの約3週間の活動自粛となった。
- 11月27日、同年12月13日までの約2週間、YouTube上での活動休止を行った。桐生ココ本人による判断のため、カバー株式会社及びホロライブプロダクションからの発表はない。休止理由は明らかにしていない。

2021
- 1月1日、お正月新衣装お披露目配信を行った。
- 2月7日、Live2D 2.0のお披露目配信を行った。
- 2月15日、アイドル衣装お披露目動画のプレミア公開を行った。
- 2月17日、YouTubeのチャンネル登録者数が100万人を突破。ホロライブプロダクション史上10人目。
- 6月9日、自身のYouTubeのチャンネルにて、7月1日をもってホロライブを卒業することを発表。
- 6月23日、YouTubeのチャンネル登録者数100万人突破記念新衣装お披露目配信を行った。
- 7月1日、自身のYouTubeチャンネルにて卒業配信を実施。活動を終了した。

## 出演

### ライブ・イベント
※はライブストリーミングのみ。
- 「hololive 2nd fes. Beyond the Stage Supported By Bushiroad」（2020年12月21 - 22日、TACHIKAWA STAGE GARDEN、ニコニコ公式有料生放送・SPWN）※[44][45][46]

## リリース音源
| 発売日        | タイトル   | アーティスト                                                              | 品番     | 出典   |
| ------------- | ---------- | ------------------------------------------------------------------------- | -------- | ------ |
| 2021年6月25日 | キセキ結び | ホロライブ4期生（天音かなた、桐生ココ、角巻わため、常闇トワ、姫森ルーナ） | CVRD-049 | [ 47 ] |